# Беневени, Флорио
Флорио Беневени (годы жизни неизвестны) — итальянец, уроженец города Дубровник (латинское именование — Рагуза), на русской службе в 1708—1727 годах, руководитель российского посольства в Бухару в 1718—1725 годах.

## Начало карьеры в Российской империи
Приехал в Россию в 1714 г., но на русской службе с 1708 года, нанят послом в Константинополе графом Петром Андреевичем Толстым. «В 1708-м году бывший в Константинополе полномочным послом граф Толстой принял меня в службу…» Превосходно знал персидский, турецкий, татарский и итальянский языки. В ноябре 1710 года, после начала турецкого похода Петра I, был арестован вместе с Толстым и всем прочим составом российского посольства, содержались в Семибашенном замке Константинополя, освобождены в апреле 1712 года. После заключения Прутского мира П. А. Толстой, П. П. Шафиров, М. Б. Шереметев, сын фельдмаршала Б. П. Шереметева и все остальные члены посольства, в том числе Ф. Беневени, снова попали в тюрьму, на этот раз на шесть месяцев как заложники выполнения Россией условий договора. «…после прутской баталии, по приезде в Константинополь полномочных министров барона Шафирова и генерал-майора Шереметева, после освобождения нас из Едикулы, помянутый граф Толстой отдал меня к делам барону Шафирову, и служил я при нём за переводчика в тамошних делах со всякою верностию и радением, не щадя живота своего в опасных случаях, о чём вышепомянутые господа министры свидетельствовать могут, при котором паки сидел при жестокой заключении едикулиной тюрьмы с полгода».
«В 1714 году, по возвращении вышепомянутых министров в Россию, також служил я… переводчиком в Ориентальной экспедиции в Коллегии иностранных дел».
«В 1715-м году генваря в 1-й день по указу его императорского величества велено прибывшему из Константинополя в Санкт-Петербург с полномочными его величества министрами послами иноземцу Флорио Беневени, который при тех послах был в Турецкой земле за переводчика итальянского и турецкого языков, быть в посольской канцелярии в переводчиках. Годового окладу учинено ему 300 рублев да кормовых по 10 рублев на месяц. Итого в год 420 рублев»
В 1717 году последовал в качестве переводчика при П. А. Толстом в Вену, а затем в Неаполь, в миссию по возврату царевича Алексея Петровича.

## Посланник в Бухаре
По возвращении в 1718 году был назначен секретарем Ориентальной экспедиции. Пётр I поручает ему направиться в Бухару вместе с возвращающимся из России бухарским послом Кули-беком, для чего последнего задерживают в Астрахани. Через Шемаху и Тегеран Кули-бек только в 1721 году прибывают в Бухару. Все время поездки и пребывании в Бухаре Беневини ведёт «Краткой журнал посланника Флория Беневени, в Бухарах бывшего», в котором отражает данные о внутреннем положении среднеазиатских ханств, политической борьбе, международных отношениях, о впечатлении от Персидского похода русской армии, приводятся сведения, касающиеся личностей самих ханов и их ближайшего окружения, нравов при дворах. «Какие товары бухарские в своих областях имеют и куды оными торгуют, он, посланник, усмотрел и разведал, о чём особливую имеет роспись».
Ф. Беневени приходит к выводу о невозможности заключения военного соглашения с Бухарой: «…а ежели б… та ханская и всего его двора и всех озбеков к тому склонность была совершенная, и то в дело поставить невозможно…, что оной народ по природе весьма непостоянный и обманливый и что в первом часу говорит, на другой час от того запирается». В марте 1723 г. он просил у Коллегии иностранных дел разрешения покинуть Бухару, так как считал свою миссию выполненной. Но разрешение на отбытие он получил лишь в 1725 году. Бухарские чиновники по разным причинам не давали разрешения на выезд, и Беневини стал искать способ побега. «…Хивинской хан Ширгазы…  (тот же, которой был во время князя Бековича ), — сообщает Ф. Беневени, — писал ко мне не-единократно и секретно… призывая и увещевая, чтоб я ехал чрез Хиву и его земли… без всякого сумнения, и обещал мне свободной проезд с пристойною честию и с провожатыми до границ российских, не нанося никакого вреда и убытка… И понеже я никоею мерою не хотел верить лживым обещаниям и предательным еловым Ширгазы хана, для того добрым способом всегда извинялся, что я не мог восприять такой путь…» Несмотря на эти сомнения, это был единственный возможный вариант, 8 апреля 1725 года Беневини бежит в Хиву.
Хивинский хан Ширгазы после Персидского похода искал примирения с Россией, опасаясь мщения за разгром экспедиции Бековича-Черкасского. В августе 1725 г. он направил в Россию вместе с русским посланником своего посла для примирения. «… в 23 дни, из Хивы к Яику, к Гурьеву городку, 30-го августа прибыл… где принужден был 8 дней по-отдохнуть». Вместе с ним прибыли 92 пленных участников похода Бековича. В декабре после семилетнего одиночного посольства Беневини прибыл в Москву с грамотами бухарского и хивинского ханов к Петру I, которого в это время уже не было в живых. Через два года Беневини отпускают на родину, откуда он на службу в Россию уже не возвращался.